# Rogożewek
Rogożewek (prononciation : [rɔɡɔˈʐɛvɛk]) est un village polonais de la gmina de Gostynin dans le powiat de Gostynin de la voïvodie de Mazovie dans le centre-est de la Pologne.
Il se situe à environ 6 kilomètres au nord-est de Gostynin (siège du powiat) et à 105 km à l'ouest de Varsovie (capitale de la Pologne).
Le village possède une population de 253 habitants en 2010.

## Histoire
De 1975 à 1998, le village appartenait administrativement à la voïvodie de Płock.